# Мстители: Финал (саундтрек)
«Мсти́тели: Фина́л» (оригинальный саундтрек) — музыка к фильму «Мстители: Финал» (2019) от компании Marvel Studios, основанному на одноимённой команде компании Marvel Comics. Музыка была написана американским композитором Аланом Сильвестри. Альбом саундтреков был выпущен студией Hollywood Records в цифровом виде 26 апреля 2019 года, а физический формат был выпущен 24 мая 2019 года.

## Разработка
В июне 2016 года Алана Сильвестри, написавшего музыку к фильму «Мстители» (2012), назначили на пост композитора для фильмов «Мстители: Война бесконечности» (2018) и «Мстители: Финал» (2019). Обсуждая тон фильма, Сильвестри сказал, что братья Руссо хотели, чтобы оба фильма были «оперными», а «Финал» нуждался в «агрессивном музыкальном подходе». Он заявил, что считает темп фильма «бодрящим, после громоподобной перкуссии и мощных медных духовых инструментов, продвигающих массивные боевые сцены». Сильвестри повторяет музыкальные мелодии из предыдущих фильмов, таких как «Мстители» (2012) и «Первый мститель» (2011), а также несколько других тем КВМ, включая мелодию Кристофа Бека из фильма «Человек-муравей» (2015), а также мелодии Майкла Джаккино из фильма «Доктор Стрэндж» (2016) и Пинара Топрака из фильма «Капитан Марвел» (2019). Сильвестри также заверил фанатов, что тема Таноса из фильма «Мстители: Война бесконечности» (2018) также присутствует в фильме. Партитура была записана в студии Abbey Road в Лондоне с Лондонским симфоническим оркестром, состоящим из примерно 95 музыкантов, сессиями руководил Сильвестри и оркестратор Марк Грэм. Подведение окончательных результатов было проведено в конце марта 2019 года.
В фильме звучит несколько классических рок-песен, четыре из которых вошли в саундтрек. В фильм также вошли «Come and Get Your Love» группы Redbone, «It’s Been a Long, Long Time» Джула Стайна и Сэмми Кана, причем эти песни ранее были включены в саундтреки к фильмам «Стражи Галактики» (2014) и «Первый мститель: Другая война» (2014) соответственно. Другие песни, не вошедшие в саундтрек к фильму, включают «Make Way for Tomorrow Today» Ричарда Шермана в аранжировке Сильвестри, «Doom and Gloom» группы Rolling Stones, «Hey Lawdy Mama» группы Steppenwolf, «Supersonic Rocket Ship» группы Kinks и «Dear Mr. Fantasy» от группы Traffic.
13 июня был выпущен видеоклип на трек «Portals», использованный для сцены, где Доктор Стрэндж и его коллеги мастера мистических искусств собирают подкрепление, чтобы помочь команде «Мстители» в финальной битве против альтернативной версии Таноса.

## Трек-лист
Вся музыка написана и продирижирована Аланом Сильвестри.

### Цифровая версия
| №                   | Название                  | Длительность |
| ------------------- | ------------------------- | ------------ |
| 1.                  | «Totally Fine»            | 4:29         |
| 2.                  | «Arrival»                 | 1:49         |
| 3.                  | «No Trust»                | 3:08         |
| 4.                  | «Where Are They?»         | 3:12         |
| 5.                  | «Becoming Whole Again»    | 3:48         |
| 6.                  | «I Figured It Out»        | 4:30         |
| 7.                  | «Perfectly Not Confusing» | 4:46         |
| 8.                  | «You Shouldn't Be Here»   | 3:33         |
| 9.                  | «The How Works»           | 3:50         |
| 10.                 | «Snap Out of It»          | 2:24         |
| 11.                 | «So Many Stairs»          | 1:51         |
| 12.                 | «One Shot»                | 2:04         |
| 13.                 | «Watch Each Other's Six»  | 3:56         |
| 14.                 | «I Can't Risk This»       | 4:48         |
| 15.                 | «He Gave It Away»         | 3:42         |
| 16.                 | «The Tool of a Thief»     | 2:58         |
| 17.                 | «The Measure of a Hero»   | 3:05         |
| 18.                 | «Destiny Fulfilled»       | 4:05         |
| 19.                 | «In Plain Sight»          | 3:14         |
| 20.                 | «How Do I Look?»          | 2:06         |
| 21.                 | «Whatever It Takes»       | 2:56         |
| 22.                 | «Not Good»                | 1:53         |
| 23.                 | «Gotta Get Out»           | 2:38         |
| 24.                 | «I Was Made for This»     | 4:37         |
| 25.                 | «Tres Amigos»             | 3:37         |
| 26.                 | «Tunnel Scape»            | 3:16         |
| 27.                 | «Worth It»                | 4:15         |
| 28.                 | «Portals»                 | 3:17         |
| 29.                 | «Get This Thing Started»  | 4:54         |
| 30.                 | «The One»                 | 2:08         |
| 31.                 | «You Did Good»            | 1:57         |
| 32.                 | «The Real Hero»           | 5:54         |
| 33.                 | «Five Seconds»            | 1:45         |
| 34.                 | «Go Ahead»                | 2:57         |
| 35.                 | «Main on End»             | 3:11         |
| Общая длительность: | Общая длительность:       | 1:56:52      |

### Физическая версия
| №                   | Название                  | Длительность |
| ------------------- | ------------------------- | ------------ |
| 1.                  | «Totally Fine»            | 4:29         |
| 2.                  | «Arrival»                 | 1:49         |
| 3.                  | «Where Are They?»         | 3:12         |
| 4.                  | «Becoming Whole Again»    | 3:48         |
| 5.                  | «I Figured It Out»        | 4:30         |
| 6.                  | «Perfectly Not Confusing» | 4:46         |
| 7.                  | «You Shouldn't Be Here»   | 3:33         |
| 8.                  | «The How Works»           | 3:50         |
| 9.                  | «One Shot»                | 2:04         |
| 10.                 | «Snap Out of It»          | 2:24         |
| 11.                 | «So Many Stairs»          | 1:51         |
| 12.                 | «Watch Each Other's Six»  | 3:56         |
| 13.                 | «I Can't Risk This»       | 4:48         |
| 14.                 | «He Gave It Away»         | 3:42         |
| 15.                 | «The Tool of a Thief»     | 2:58         |
| 16.                 | «The Measure of a Hero»   | 3:05         |
| 17.                 | «In Plain Sight»          | 3:14         |
| 18.                 | «Whatever It Takes»       | 2:56         |
| 19.                 | «Not Good»                | 1:53         |
| 20.                 | «I Was Made For This»     | 4:37         |
| 21.                 | «Tres Amigos»             | 3:37         |
| 22.                 | «Worth It»                | 4:15         |
| 23.                 | «Portals»                 | 3:17         |
| 24.                 | «The One»                 | 2:08         |
| 25.                 | «You Did Good»            | 1:57         |
| 26.                 | «The Real Hero»           | 5:54         |
| 27.                 | «Go Ahead»                | 2:57         |
| 28.                 | «Main On End»             | 3:11         |
| Общая длительность: | Общая длительность:       | 1:14:14      |

## Чарты
| Чарт (2019)                       | Высшая позиция |
| --------------------------------- | -------------- |
| Australian Digital Albums (ARIA)  | 8              |
| Бельгия/Фландрия (Ultratop)       | 179            |
| Бельгия/Валлония (Ultratop)       | 181            |
| French Albums (SNEP)              | 192            |
| Шотландия (Scottish Albums Chart) | 64             |
| Швейцария (Schweizer Hitparade)   | 98             |
| США (Billboard 200)               | 88             |

## Награды
| Награда                         | Дата церемонии   | Категория                                                    | Получатель      | Результат | Примечания |
| ------------------------------- | ---------------- | ------------------------------------------------------------ | --------------- | --------- | ---------- |
| Премия «Сатурн»                 | 13 сентября 2019 | Лучшая музыка                                                | Алан Сильвестри | Номинация | [ 18 ]     |
| Hollywood Music in Media Awards | 20 ноября 2019   | Лучшая оригинальная партитура в научно-фантастическом фильме | Алан Сильвестри | Победа    | [ 19 ]     |
| Премия «Грэмми»                 | 16 января 2020   | Лучший саундтрек для визуальных медиа                        | Алан Сильвестри | Номинация | [ 20 ]     |